# Lingua atikamekw
La lingua atikamekw (anche conosciuta come attikamek, tête de boule, attimewk, atihkamekw, atikamek), è una varieta della lingua cree, appartenente al gruppo delle lingue algonchine. È la lingua del popolo Atikamekw che abita la zona sud-occidentale del Quebec. È ancora parlata da quasi tutti gli appartenenti a questa etnia, ed è quindi tra le lingue indigene meno minacciate di estinzione.
Una delle caratteristiche che distinguono l'atikamekw dagli altri dialetti cree è nel fatto di avere molti prestiti linguistici dalla lingua ojibwe.

## Classificazione
Atikamekw è un dialetto della lingua cree, e come tale appartiene al ramo cree-montagnais delle lingue algonchine che, a sua volta appartiene al gruppo delle lingue algiche.